# Cratyle (Platon)
Pour les articles homonymes, voir Cratyle (homonymie).

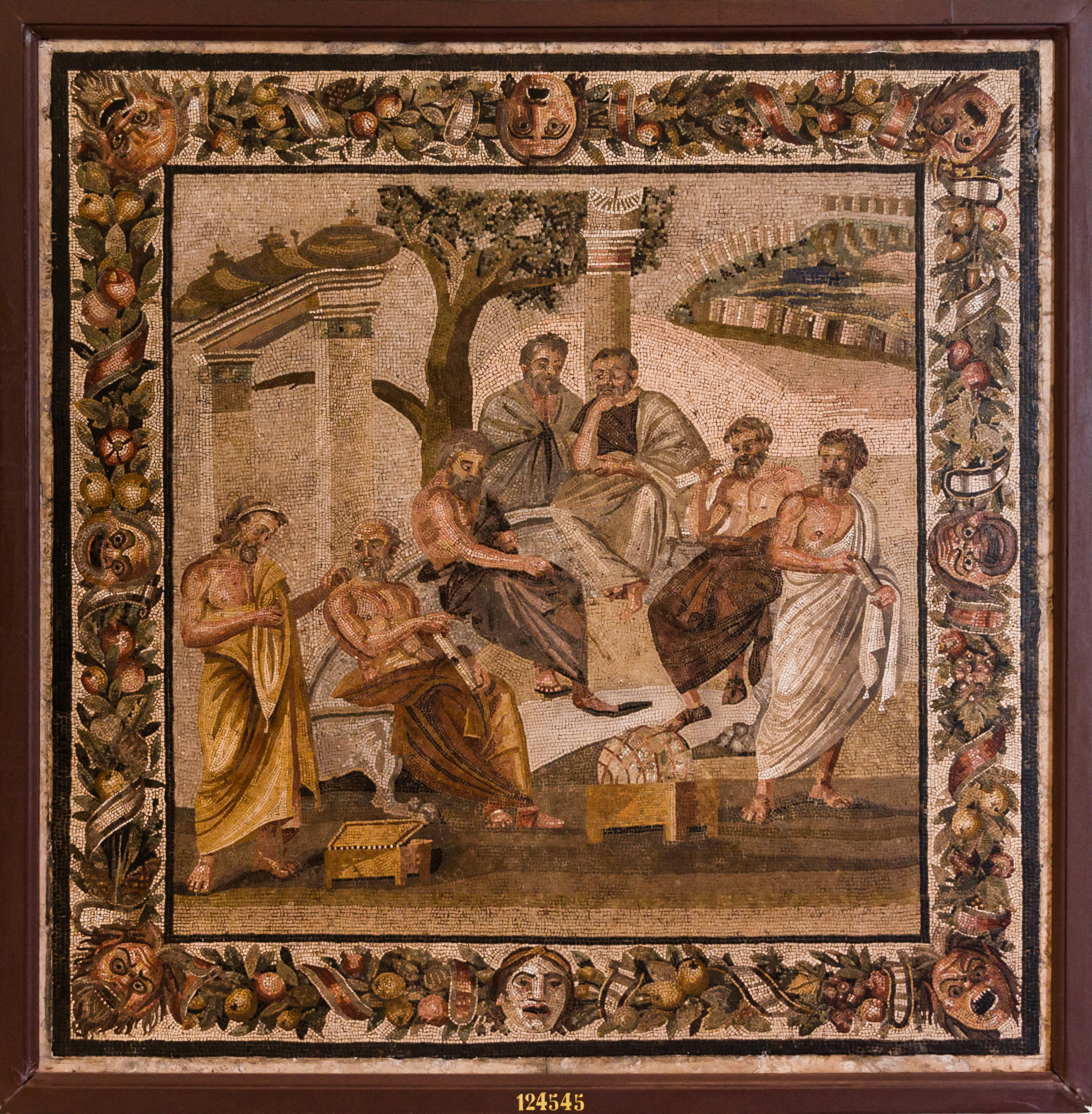
L'Académie de Platon.
Mosaïque romaine trouvée à Pompéi et conservée au Musée archéologique national de Naples.

Le Cratyle (en grec ancien Κρατύλος / Kratýlos) est un dialogue de logique de Platon portant sur la question de la rectitude des noms. L’œuvre est composée entre le Ve et le IVe siècle av. J.-C. Il s'agit de savoir si la langue est un système de signes arbitraires ou naturels démontrant une relation intrinsèque avec ce qu’ils représentent. Une grande partie du dialogue est utilisée pour une analyse étymologique. 
Le dialogue a lieu entre trois personnages : Socrate, Cratyle et Hermogène.

## Dialogue
Socrate examine deux thèses opposées sur la vérité du langage et deux quêtes du sens du mot : celle d’Hermogène, qui soutient que les noms sont justes en fonction d’une convention, et celle de Cratyle, qui soutient que les noms sont justes par nature. En filigrane de la pensée d’Hermogène, on retrouve la thèse de Protagoras selon laquelle « l'homme est la mesure de toute chose » : appliquée au langage, cette thèse affirme que c’est l’homme qui donne un sens à toute chose, et la vérité du monde appartient dès lors au monde social humain. À l’inverse, Cratyle, philosophe héraclitéen, affirmant la justesse naturelle des noms, propose une nature qui a un sens, mais échappe aux hommes : tout est dans un flux perpétuel, le mobilisme héraclitéen poussé à l’absurde. Pour réfuter ces deux visions du monde, Socrate va faire exploser l’adéquation jusque-là idyllique entre mot et nom.

Contre Hermogène, Socrate établit que les mots sont des instruments qui servent à nommer la réalité ; ils ont donc un lien avec elle : les choses ont une existence qui ne dépend pas de nous et donc les actes qui s’y rapportent ne dépendent pas non plus de nous. Or, parler est un acte et nommer une partie de cet acte qui se rapporte aux choses. Euthydème est évoqué et réfuté : tout n’est pas de même à la fois et toujours pour tout le monde. Pour Socrate, la vérité est pour chacun ce qui lui semble et la réalité n'est ni relative à chacun, ni dépendante de chacun, et elle ne varie pas au gré de la manière de voir, mais elle subsiste en elle-même, selon leur essence et leur constitution naturelle. Une tentative de conciliation des deux thèses est proposée par Socrate : « Voyons, qui fait que les choses s'appellent ainsi qu'elles s'appellent ? N'est-ce pas ce qui a inventé les noms ? Or il faut que ce soit l'intelligence ou des dieux ou des hommes, ou des uns et des autres. Donc, ce qui a appelé les choses par leur nom, τὸ καλέσαν, et le beau, τὸ καλόν, sont la même chose, à savoir l'intelligence ». 
Nommer correspond donc à la propriété des choses de pouvoir nommer ou être nommées. Le nom est cet instrument qui permet de nommer, et c’est un législateur qui établit les noms et compose, à partir de syllabes, le nom qui correspond à une chose. Le dialecticien, qui se sert de noms pour interroger et répondre, pourra juger de l’ouvrage. L’étymologie  permet de mettre au jour la justesse du nom, en en retraçant la genèse et en en exhumant le logos : par exemple, les barbares, admirant les astres du ciel toujours en train de courir (« thein »), appelèrent les dieux « theos » : de mot en mot, l’étymologiste remonte aux noms primitifs. Ces noms, par les lettres et les syllabes, imitent la nature d’un objet pour la nommer : la lettre ρ (rhô) suggère l'expression du mouvement, le δ (delta) ou le τ (tau) expriment l’enchaînement ou l’arrêt etc. Cratyle approuve les propos de Socrate, mais refuse de considérer que des noms puissent être mal établis : si des noms sont mal établis, ils ne sont plus que des éclats de voix.
Socrate revoit sa thèse : les mots sont plus que des instruments qui servent à nommer la réalité ; ils sont comme des images qui renvoient à la réalité, d’où découle la possibilité d’erreurs d’attribution. En effet, une image n’imite jamais parfaitement une chose, sinon ce n’est plus une image, mais une copie, indépendante de son original. De même pour les noms, si le nom de Cratyle imitait parfaitement Cratyle, il n’y aurait plus un mais deux Cratyle. La propriété du nom consiste à représenter la chose telle qu'elle est ; le nom est en quelque manière une image de la chose : les peintures sont également des imitations d'un autre genre ; l'on peut rapporter et attribuer respectivement ces deux sortes d'imitations, savoir les noms et les peintures, aux objets qu'elles reproduisent. Comme une icône, le nom doit conserver son statut d’image : il possède donc des imperfections nécessaires pour ne pas redoubler les choses d’une autre réalité faites de mots. Le nom ne doit pas être exactement la chose, mais simplement désigner les caractéristiques d’une chose ou la chose en soi. Devant Cratyle, qui peine à l’admettre, Socrate montre la part de convention dans les noms : l’usage parfois se substitue à la ressemblance pour désigner une chose, alors que rhô exprime la dureté et sigma et lambda la douceur, les Athéniens disent sklêrotês et les gens d'Érétrie sklêrotêr pour dire « dureté »

## Théorie des deux Cratyle
Connaître les choses à partir des noms selon Cratyle
En se demandant si le premier à avoir établi les noms avait une idée juste des choses, l’enquête consiste à chercher comment expliquer que les noms suggèrent avec équivoque tantôt le repos tantôt le mouvement - et comment on peut connaître les choses alors que leur nom n’existait pas encore si c’est leur nom qui les faisait connaître. Cratyle répond en invoquant les dieux comme fondement des noms. Socrate réfute, et demandant d’en venir aux choses directement, sans les noms pour les connaître. Les noms n’ont ni sens naturel ni sens conventionnel et pourtant, ils sont traversés par une exigence de sens. Si les choses et leurs noms devenaient semblables en tout point, tout se trouverait double. Ce n’est donc pas sur le mot, mais sur le sens que doit porter la recherche, voire l’enquête : on passe ainsi du Cratyle au Théétète.

## Citations
Issues de L’Iliade, d’Homère :
« Ce fleuve que les dieux appellent Xanthe, et les hommes Scamandre »
- « Les dieux [l’] appellent Chalcis, et les hommes Cymindis »[19]
- « la colline Batiée, autrement dite par les dieux Myriné »[20]
- « [lui] seul défendait la ville et les longs murs »[21]
- « L’Océan, père des dieux, et leur mère Téthys »[22]
- « Ne pas énerver l’ardeur »[23]
- « Fils de Télamon, chef d’armée, divin et puissant Ajax, tout ce que tu as dit part d’un noble cœur. »[24]

D’après Les Travaux et les Jours, d’Hésiode :

« Or, depuis que la Moire a caché cette race d’hommes,

Ils sont appelés démons, habitants sacrés des régions souterraines,

Bienfaisants, tutélaires, gardiens des mortels »

« À ajouter peu de chose à peu de chose, petit à petit, l’oiseau fait son nid ».

## Le Pélops platonicien[27]
Platon donne le nom de Pélops comme dérivant de πέλας qui signifie « près » en grec ancien, et de ὄψ qui signifie « vue, œil » en grec ancien, parce qu’il n’a pas anticipé, n’a pas pu percevoir que la mort de Myrtilos porterait malheur à sa descendance.

## Le mythe de Tantale dans leCratyle
Dans le Cratyle, Platon donne pour supplice à Tantale un rocher qui menace sans cesse de l’écraser (395-396) : Socrate fait dériver le nom même du fils de Zeus, Tantale, du mot talanteía qui signifie « action de peser, de tenir en suspens » en grec ancien, ou encore τάλας qui signifie « infortuné » en grec ancien.